# Neufmoulin
 Neufmoulin  es una población y comuna francesa, en la región de Picardía, departamento de Somme, en el distrito de Abbeville y cantón de Abbeville-Nord.

## Demografía
| 205 | 217 | 270 | 337 | 368 | 345 |
| Para los censos de 1962 a 1999 la población legal corresponde a la población sin duplicidades (Fuente: INSEE [Consultar]) |     |     |     |     |     |